# Południowo-zachodni okręg administracyjny Moskwy
 Południowo-zachodni okręg administracyjny Moskwy (ros. Юго-Западный административный округ Москвы) — okręg administracyjny w Moskwie, położony na południowy zachód od centralnego okręgu administracyjnego. Liczba mieszkańców okręgu według spisu z 2021 roku szacowana jest na około 1 446 432 osób. Południowo–zachodni okręg administracyjny ma powierzchnię równą około 111,3 km² i dzieli się na 12 rejonów:
1. Akadiemiczeskij (Академический)
2. Czeriomuszki (Черёмушки)
3. Gagarinskij (Гагаринский)
4. Jasieniewo (Ясенево)
5. Jużnoje Butowo (Южное Бутово)
6. Końkowo (Коньково)
7. Kotłowka (Котловка)
8. Łomonosowskij (Ломоносовский)
9. Obruczewskij (Обручевский)
10. Siewiernoje Butowo (Северное Бутово)
11. Tiopłyj Stan (Тёплый Стан)
12. Ziuzino (Зюзино)

## Transport
Przez obszar okręgu przebiegają ważne linie moskiewskiego metra, takie jak: Linia Kałużsko-Ryska, Linia Sierpuchowsko-Timiriaziewskaja, Linia Butowska, Linia Sokolniczeska i Linia Kachowska.